# لیام مک‌گری
لیام مک‌گری (انگلیسی: Liam McGeary؛ زادهٔ ۴ اکتبر ۱۹۸۲) ورزشکار هنرهای رزمی ترکیبی اهل بریتانیا است. وی از سال ۲۰۱۰ میلادی تاکنون مشغول فعالیت بوده‌است.